# 阿卜杜勒-阿齊茲國王大學
21°29′38″N 39°15′1″E / 21.49389°N 39.25028°E
阿卜杜勒-阿齊茲國王大學（阿拉伯语：‎ ）是一座位於沙特阿拉伯吉達的大學，建築由約翰·艾略特設計。它最初是由一群商人成立的私立大學，1974年成爲公立大學。2021年被泰晤士高等教育評為阿拉伯世界最好的大學之一。

## 外部連結
- University Website （页面存档备份，存于）
- Faculty of Design and Arts （页面存档备份，存于）